# 孔闻礼
孔聞禮，字知節，号立斋，明朝山东承宣布政使司兖州府曲阜县（今山东省曲阜市）人，孔子六十二代孙，衍聖公孔弘绪的次子，衍聖公孔聞韶之弟。

## 生平
孔闻礼原为三氏学生员。究心天文律历、声音制度，正德二年（1507年），其兄衍圣公孔闻韶上奏朝廷，以述聖子思庙祠（中庸书院）在邹县，在曲阜南五十余里，主祀缺人。请朝廷选择孔氏族内的贤者，授以博士世职，以主述聖子思祭祀。并且推荐他的胞弟孔闻礼。明武宗下诏，认为颜孟二氏都有世官奉祀，子思则有阙，于是任命孔闻礼為翰林院五经博士，以奉述聖祀事。此後，世代以衍聖公次弟担任主祀子思之翰林院五经博士（因与衢州孔氏翰林院五经博士区分，又俗称孔氏北宗翰林院五经博士）。孔聞禮五十九岁去世后，嘉靖二十五年，孔聞韶次子孔贞宁襲任，萬歷二十二年，孔尚贤的次子孔胤桂襲，天啟二年，孔贞宁孙孔胤隆襲，崇祯八年，孔贞宁次子孔尚達襲，崇禎十年，孔尚達长子孔胤相襲，崇禎十四年，孔尚達第四子孔胤錫襲。卒，崇祯十六年，孔贞宁孙孔胤鈺襲。

## 子孙
- 孔贞
  - 孔尚文
  - 孔尚质
- 孔贞坤
  - 孔尚志
  - 孔尚伦
  - 孔尚儒
  - 孔尚庸
  - 孔尚锦
  - 孔尚象
  - 孔尚钺
  - 孔尚鍄